# Almonda
Almonda es un pueblo portugués de alrededor de 300 habitantes en la parroquia civil de Zibreira, dentro del municipio de Torres Novas y el distrito de Santarém.
El pueblo debe su nombre al río Almonda, cuyo nacimiento se encuentra en las cercanías.

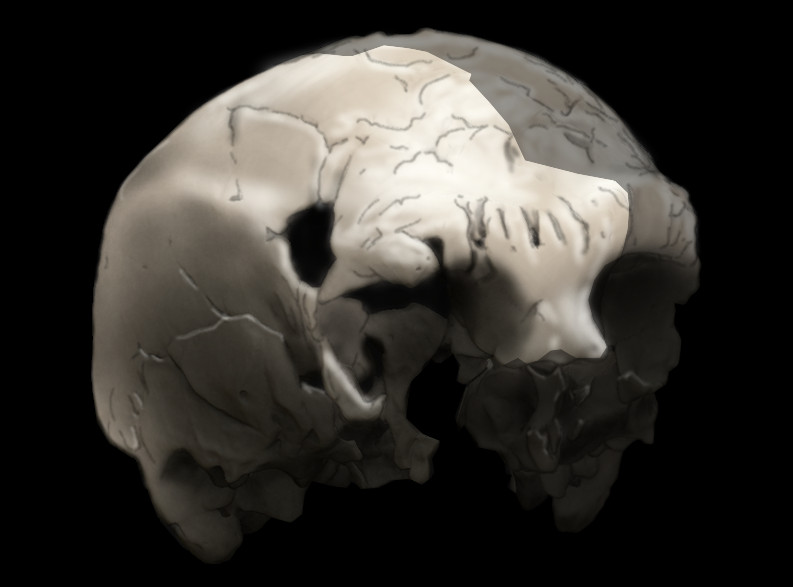
Aroeira 3: cráneo de un Homo Heidelbergensis de 400.000 años de antigüedad; el rastro más antiguo de la historia humana en Portugal

Almonda se destaca por la cueva de Aroeira (posiblemente la cueva más grande del país) en el paisaje de piedra caliza kárstica, donde se descubrió en 2014 el cráneo Aroeira 3 de 400,000 años de antigüedad de un Homo Heidelbergensis. Es el vestigio más antiguo de la historia humana en Portugal.
Las condiciones locales de topografía calcárea kárstica y la abundancia de agua brindaban la posibilidad de obtener energía, y así, en 1818, Domingos Ardisson estableció la fábrica de papel Renova. La empresa es un importante motor comercial de la comarca de Torres Novas, y reconocida tanto a nivel nacional como internacional. Aunque la empresa se ha expandido, la «antigua fábrica» sigue funcionando.